# Léon Lhoest (wielrenner)
Léon Lhoest was een Belgisch wielrenner.

## Voornaamste wedstrijden
1890
- 1e - Belgisch kampioenschap voor amateurs
- 1e - Belgisch kampioenschap op de baan, sprint voor amateurs

1891
- 1e - Antwerpen

1892
- 2e - Luik-Bastenaken-Luik

## Resultaten in voornaamste wedstrijden
| Jaar | Luik-Bast.‑Luik |
| ---- | --------------- |
| 1892 | ↑               |